# Escharinidae
Escharinidae zijn een familie van mosdiertjes (Bryozoa) uit de orde van de Cheilostomatida.

## Geslachten
- Allotherenia Winston & Vieira, 2013
- Bryopesanser Tilbrook, 2006
- Chiastosella Canu & Bassler in Bassler, 1934
- Escharina Milne Edwards, 1836
- Herentia Gray, 1848
- Phaeostachys Hayward, 1979
- Taylorus Pérez, López Gappa, Vieira & Gordon, 2020
- Therenia David & Pouyet, 1978
- Toretocheilum Rogick, 1960

Niet geaccepteerde geslachten:
- Mastigophora Hincks, 1880 → Herentia Gray, 1848
- Mastigophorella Bassler, 1953 → Herentia Gray, 1848
- Schizolavella Canu & Bassler, 1920 → Escharina Milne Edwards, 1836
- Stellatopora Livingstone, 1929 → Chiastosella Canu & Bassler in Bassler, 1934
- Taylorius Gordon, 2014 → Taylorus Pérez, López Gappa, Vieira & Gordon, 2020